# Canton électoral (Belgique)
Pour les articles homonymes, voir Canton (homonymie).
Pour un article plus général, voir Canton.

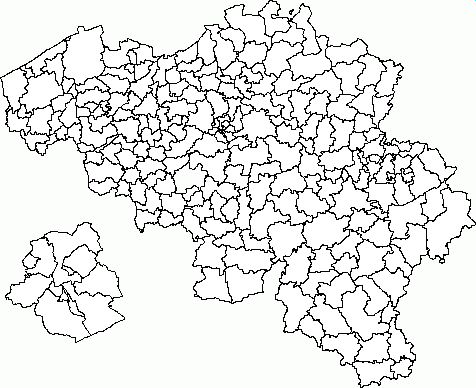
Découpage des cantons électoraux de Belgique avant 2014. Depuis 2014, il y a un canton de plus le canton électoral de Rhode-Saint-Genèse.

En Belgique, les cantons électoraux sont les territoires au niveau desquels s'opèrent les recensements élémentaires des votes au cours des élections (à l'exception des élections communales).
On compte actuellement 210 cantons électoraux en Belgique : 99 en Wallonie (dont 2 en région de langue allemande), 8 en Région bruxelloise et 103 en Flandre.

## Homonymie
En Belgique, un canton peut désigner plusieurs homonymes :
- il ne faut pas confondre les cantons électoraux et les cantons judiciaires. Leurs territoires ne correspondent pas nécessairement, bien que le juge de paix exerce un rôle au niveau électoral.
- l'inspection scolaire a été organisée territorialement en cantons scolaires (examens cantonaux)[2],[3]
- par le passé, des cantons de milice ont également existé.

## Rôles des cantons électoraux
Chaque canton électoral comprend :
- un bureau principal de canton établi en son chef-lieu ;
- un ou plusieurs bureaux de dépouillement (en fonction du nombre de scrutins simultanés et de la taille des circonscriptions) établis en son chef-lieu ;
- un ou plusieurs bureaux de vote (en fonction du nombre d'électeurs).

Le président du bureau principal de canton est chargé de la surveillance des opérations électorales dans l'ensemble du canton électoral. Il centralise les résultats du dépouillement au niveau du canton et les transmet au bureau de circonscription électorale.

## Règles générales relatives aux cantons électoraux
Les règles de constitution et de fonctionnement des bureaux principaux, des bureaux de dépouillement et des bureaux de vote varient en fonction des scrutins concernés et de l'époque. En effet, des lois fédérales (ordinaires ou spéciales), des décrets régionaux ou des ordonnances de la Région bruxelloise règlent chaque élection, la matière est complexe et évolutive et des adaptations sont parfois nécessaires lorsque des scrutins sont organisés ensemble. En Wallonie, le Code de la démocratie locale et de la Décentralisation règle la question.
Toutefois, le code électoral qui organise les élections relatives à la Chambre des représentants et au Sénat, constitue la base des autres législations.
Schématiquement :
- le bureau principal de canton est constitué :
  - d'un président qui est un magistrat (désigné de droit dans un ordre déterminé) ;
  - d'assesseurs qui sont des électeurs (désignés par le président) ;
  - d'un secrétaire qui est un électeur (désignés par le président) ;
- les bureaux de dépouillement sont constitués :
  - d'un président qui est désigné par le président du bureau principal dans une liste et un ordre déterminés ;
  - d'assesseurs qui sont désignés dans une liste et un ordre déterminés ;
  - d'un secrétaire qui est un électeur (désignés par le président du bureau de dépouillement) ;
- les bureaux de vote sont constitués :
  - d'un président qui est désigné par le président du bureau principal dans une liste et un ordre déterminés ;
  - d'assesseurs qui sont désignés dans une liste et un ordre déterminés ;
  - d'un secrétaire qui est un électeur (désignés par le président du bureau de vote).

Les listes et les ordres de nominations varient en fonction des scrutins et des postes, mais ils peuvent être schématisés comme suit :
- les juges dans un ordre déterminé ;
- les avocats ;
- les notaires ;
- les enseignants et les fonctionnaires diplômés de l'enseignement supérieur ;
- les électeurs (sachant lire et écrire), éventuellement en fonction de l'âge.

L'épuisement du haut de la liste pour nommer les présidents, implique généralement la participation des enseignants et des fonctionnaires aux opérations de dépouillement. Dans certaines communes, les citoyens qui ne sont pas candidats peuvent se porter volontaires pour la fonction d'assesseurs.

## Territoires des cantons électoraux
Les cantons électoraux sont constitués d'une ou de plusieurs communes et ne peuvent dépasser les limites des arrondissements administratifs.

## Élections communales
Pour les élections communales, la circonscription est la commune.
Un bureau communal remplit les fonctions du bureau principal de canton.

## Regroupements des cantons électoraux
Les cantons électoraux sont regroupés en fonction du scrutin, en circonscriptions électorales qui centralisent les résultats et au sein desquelles se présentent les candidats :
- les districts (un ou plusieurs cantons électoraux au sein d'un même arrondissement administratif) pour les élections provinciales ;
- les arrondissements électoraux (formés d'un ou de plusieurs arrondissements administratifs au sein d'une même province) pour les élections régionales  ;
- les provinces (depuis 2014), pour les élections législatives (Chambre des représentants) ;
- les circonscriptions électorales flamande, wallonne et de Bruxelles-Halle-Vilvorde, pour les élections législatives (Sénat) (jusqu'en 2010, élection devenu indirecte par la suite) ;
  - Ces trois circonscriptions forment le collège électoral français [comprendre francophone] et collège électoral néerlandais [comprendre néerlandophone][5] ;
- les circonscriptions électorales flamande, germanophone, wallonne et de Bruxelles-Hal-Vilvorde, pour les élections européennes.
  - Ces quatre circonscriptions forment le collège électoral français [comprendre francophone], le collège électoral germanophone et collège électoral néerlandais [comprendre néerlandophone][6].